# Abar (vương hậu)
Abar (còn được viết là Abala hoặc Abale), là vương hậu của cả Vương quốc Kush và Ai Cập cổ đại thời kỳ Vương triều thứ 25. Bà được biết đến qua nhiều tấm bia đá được tìm thấy ở Sudan và Ai Cập.

## Tiểu sử
Abar là một phụ nữ người Nubia, là một trong 4 vị vương hậu được biết đến của pharaon Piye, và là mẹ của pharaon Taharqa. Bà là cháu gái gọi vua Alara xứ Nubia bằng cậu (tức là con của một người chị em của Alara). Alara cũng có một người con gái được gả cho vua Piye, là Tabiry, chị em họ với Abar. Piye đã phong cho Tabiry danh hiệu "Vương hậu Chánh cung", vì vậy Abar chỉ có thể là một thứ phi của ông.
Vương hậu Abar đã bị tách khỏi con trai mình trong một thời gian dài. Khi được đoàn tụ, bà đã hạnh phúc tột cùng khi người con trai trở thành vua trị vì, và bản thân bà được phong làm Thái hậu. Đây có lẽ là một sự chia tách có chủ ý dựa theo một thần thoại của người Ai Cập cổ đại, đó là sự chia rẽ của nữ thần Isis và con trai bà Horus, về sau đã được đoàn tụ trong hoàn cảnh tương tự. Một giả thuyết khác cho rằng, việc tách mẹ khỏi con trai là một truyền thống trong văn hóa của người Kush, và đã được thần thánh hóa cho phù hợp với câu chuyện thần thoại của Ai Cập.
Abar xuất hiện trên một cảnh phù điêu khắc trên tường của một ngôi đền (được đặt tên là B 300) tại Gebel Barkal, Ai Cập, nơi bà đứng phía sau con trai là Taharqa, và bà cũng được nhắc đến trên một tấm bia tại Tanis. Abar cũng được biết đến từ một tấm bia (gọi là Kawa V) được tìm thấy ở Kawa, Sudan. Bức phù điêu mô tả bà với vai trò của một nhạc công đang chơi sistrum, trong khi vua Taharqa đang dâng bánh mì và rượu cho thần Amun. Tại Sudan, bà cũng được chứng thực trên một bức phù điêu tại đền thờ thần Amun ở Sanam.
Là một người vợ và là một người mẹ của vua, Abar được phong nhiều danh hiệu danh hiệu cao quý như: Mẹ của Vua, Chị em gái của Vua, Nữ chúa của những vùng đất ngoại bang, Quý phu nhân của Thượng và Hạ Ai Cập, Những lời tán dương vĩ đại, Tình yêu ngọt ngào. Danh hiệu của Abar cho thấy những ghi nhận sớm nhất về quyền lực của các bà vương hậu tại Vương quốc Kush. Reisner cho rằng, Abar có thể là chủ nhân của kim tự tháp số 35 tại Nuri.